# Schlenze

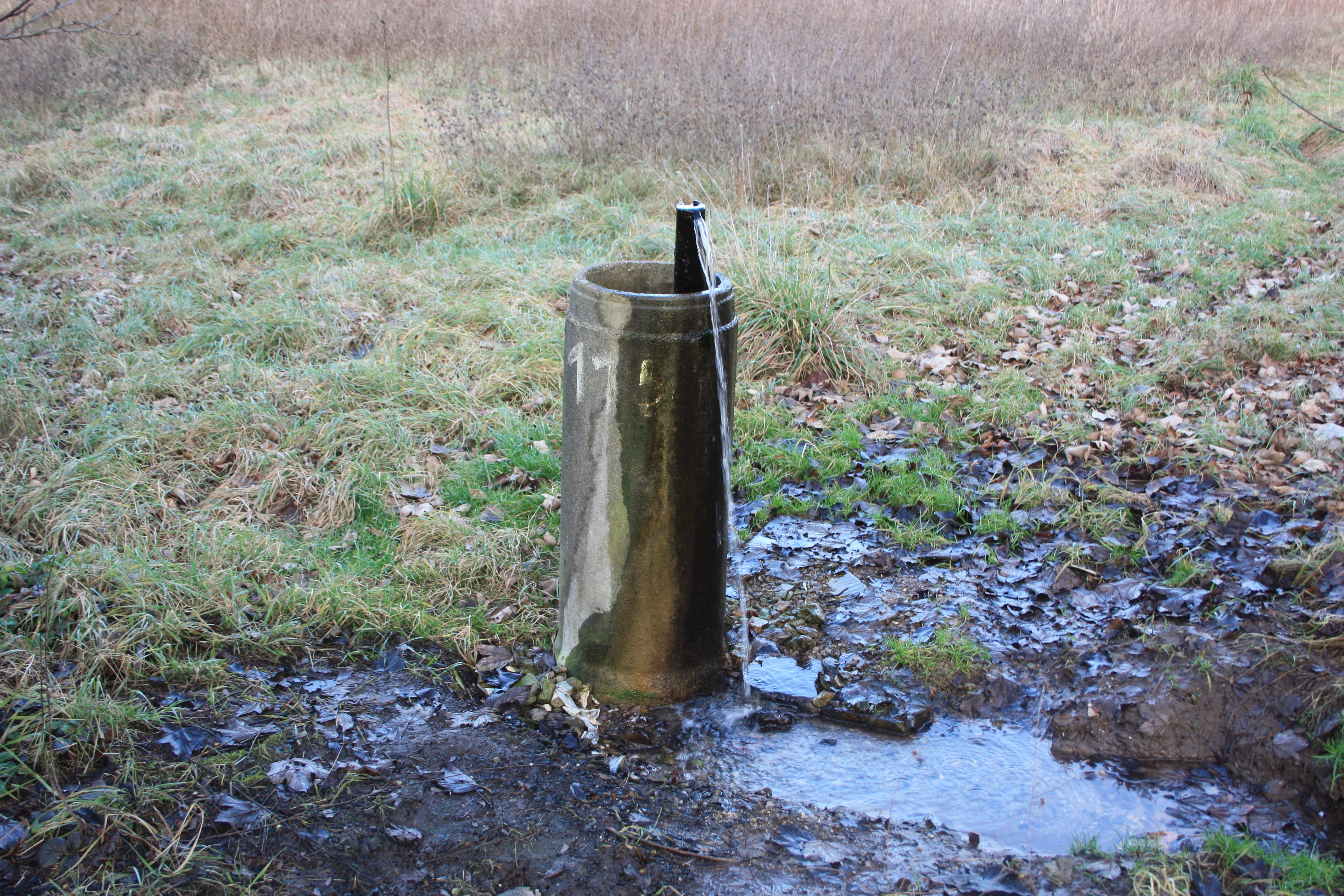
Die Schlenzequelle

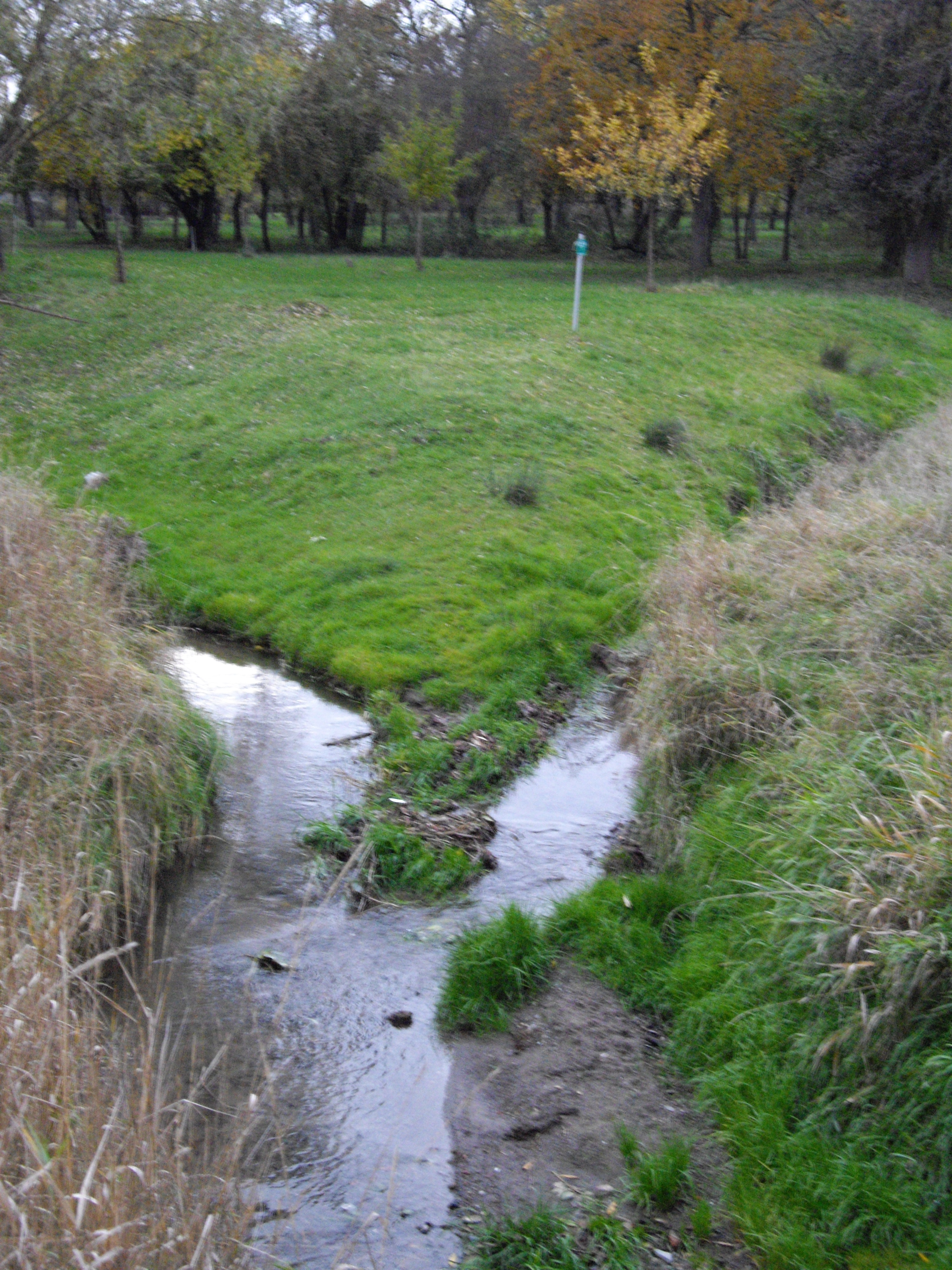
Mündung des Lobachs in die Schlenze bei Zabenstedt

Die Schlenze ist ein 15 km langer Bach im Landkreis Mansfeld-Südharz. Sie entsteht südlich von Polleben bei der Wüstung Rulsdorf und mündet bei Friedeburg in die Saale, zu deren Flusssystem sie gehört.

## Namensherkunft
Zur Herkunft des Namens existieren zwei Theorien. Die eine bezieht sich auf nicht näher benannte urkundliche Belege als Silenza. Diese ist abgeleitet vom Silingi, was auf eine Ansiedlung dieses Stammes im Mansfeldischen hindeutet. Dafür würden auch gleichlautenden Flussnamen in Schlesien hindeuten. Die zweite Theorie basiert darauf, dass entsprechende Flüsse nicht mit der Schlenze vergleichbar sind. Daher könnte der Name entstanden sein, indem das z in Schlenze durch Zetazismus aus dem k im niederdeutschen Schlenke (Krümmung eines Bachs) entstand.

## Verlauf

### Orte am Bachlauf
- Polleben 0 km
- Helmsdorf 4,2 km
- Heiligenthal 5,3 km
- Lochwitz 6,5 km
- Zabenstedt 8,3 km
- Friedeburgerhütte  9,2 km
- Adendorf 10,9 km
- Friedeburg 14,7 km

### Zuflüsse
Die größten Zuflüsse sind bei Helmsdorf der Ristebach aus Siersleben, bei Heiligenthal der Sohlbach aus der Wüstung Nienstedt, bei Zabenstedt der Lobach aus Gerbstedt und bei der Kläranlage Freist der Fleischbach aus Bösenburg. Außerdem münden noch einige Rinnsale in die Schlenze: in Polleben die Donau, bei Heiligenthal eines, bei Zabenstedt eines, bei Friedeburgerhütte ein größeres aus Ihlewitz, bei Adendorf ein kleineres und auch bei Friedeburg eines.

## Geschichte
- Um 1400 wird das Gewässer Slenz genannt. Der Name ist vermutlich slawischen Ursprungs.
- Cyriacus Spangenberg bezeichnete den aus Heiligenthal kommenden Arm der Lobachmündung bei Zabenstedt als Schleinitz.

## Besonderheiten
- Die Quelle der Schlenze ist heute ein ca. einen Meter hoher Artesischer Brunnen. Dieser steht neben einem ausgetrockneten Graben und der Ausstoß des Brunnens fließt in den Graben.
- Zwei Bahnstrecken kreuzten den Verlauf der Schlenze. Zum einen bei Polleben die Bahnstrecke Halle Klaustor–Hettstedt. Der dortige Abschnitt wurde am 11. März 1968 stillgelegt. Außerdem gab es noch die 1899/1900 erbaute Zweigbahn Gerbstedt–Friedeburg, die die Schlenze in Zabenstedt überbrückte und von dort an parallel zum Bach bis Friedeburg verlief. Sie wurde bereits 1962 stillgelegt und 1974 abgebaut.
- Der heutige Bachlauf galt nicht immer vollständig als Schlenze, zu verschiedenen Zeiten waren verschiedene Bäche als Oberlauf des Flusses bekannt. So waren dies zum Beispiel der Sohlbach und der Lobach. Dies ist damit zu begründen, dass diese Bäche, heute Rinnsale, früher beachtlich mehr Wasser führten. Welcher Teil dieser Gewässer der wahre Oberlauf der Schlenze war, ist unklar. Der Pollebener Mühlenbach, wie der heutige Oberlauf der Schlenze auch genannt wird, kann heute zu Recht als Oberlauf der Schlenze bezeichnet werden, denn er führt deutlich mehr Wasser als Lobach und Sohlbach.
- Bei km 12 mündet der schwermetallhaltige Abfluss des Schlüsselstollens[3] in die Schlenze.
- Bei Lochwitz befanden sich die Lochwitzer Seelöcher, drei tiefe Teiche, zwei große und ein kleinerer, die miteinander unterirdisch verbunden waren (siehe Lochwitz).
- Die Schlenze kann bei starkem Regen sehr schnell sehr stark ansteigen[4]; Grund ist die Kessellage von Polleben auf der Mansfelder Platte.